# Zollhaus (Langenfeld)
Zollhaus nennt sich eine Ortslage im Stadtteil Richrath der Stadt Langenfeld am ehemaligen Mauspfad.

## Die Lage der Ortschaft

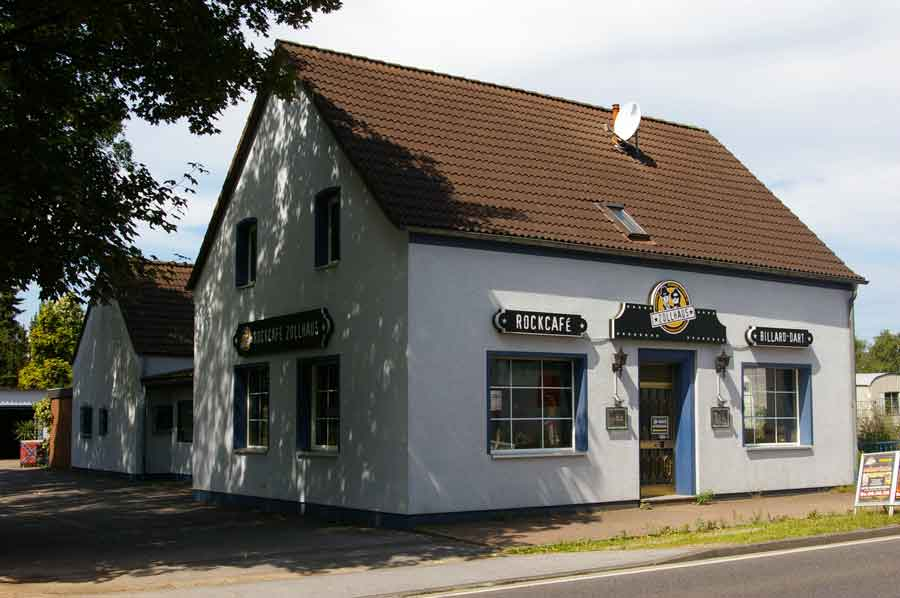
Neues Zollhaus in Richrath (2009)

Die Ortslage nördlich des Riethrather Bachs und westlich der Ortslage Rietherbach liegt an der Hildener Straße, einer alten Nord-Süd-Handelsverbindung durch das Rheinland. Ein altes Zollhaus unmittelbar nördlich des Riethrather Bachs sowie das neue Zollhaus etwa 100 m weiter nördlich in Richtung Hilden gelegen, gaben der einstigen Bauerschaft, die im Jahre 1816 gerade 33 Einwohner zählte, ihren Namen.

## Der Richrather Wegzoll

### Allgemeines
Am ehemaligen Zollhaus, gelegen am einstigen Mauspfad, wurde Straßenmaut zum Unterhalt des Weges erhoben. Große Summen wandte man jedoch für solch einen Wege-Unterhalt nicht auf. Deshalb darf man sich mittelalterliche Handelsrouten auch nicht als gut ausgebaute Fernhandelswege vorstellen. Vielmehr waren es Fußwege, die durch vielfaches Begehen frei gehalten und an denen gelegentlich das Unterholz des Waldes zurückgeschnitten wurde. Entscheidend für die schlechten Wegeverhältnisse war insbesondere die damalige Einstellung der Menschen zu den Straßen. So wollte man Reisende nicht schnell fortkommen lassen, um an Vorspann und Wagen-Reparaturen, an Hufbeschlag und Übernachtungen zu verdienen. Zudem bestand die Befürchtung, auf gut ausgebauten Straßen könnten Truppen einmarschieren. Teilweise hielt man sogar das Reisen mit dem Wagen selbst für schädlich, weil es dem Volkswohl abträglich sei. Ein weiterer Grund für schlechte Wegeverhältnisse gerade im hiesigen Raum war die Konkurrenz der Handelsschiffe auf dem Rhein.

### Der NameMauspfad
Der Name Mauspfad wird teils in Verbindung mit der Erhebung von Maut gebracht, wie es auch der verfälschte Name Mäuseturm für Mautturm zum Ausdruck bringe. Eine ebenfalls naheliegende Erklärung des Namens bietet zudem die Namenforschung mit der Ableitung von Maus = Moos (s. a. Namen wie Dachauer Moos, Erdinger Moos) für Moor an, denn der Weg verläuft größtenteils durch ehemals weite Moorgebiete rechts des Rheins. Überliefert ist im Übrigen auch der Name musipad für den Weg durch das Moor.

### Verlauf des Mauspfads
Der bereits erwähnte Mauspfad verlief in Langenfeld in Nord-Süd-Richtung über die heutige Hildener Straße, die Richrather Straße, die Talstraße, das Hagelkreuz, die Opladener Straße sowie den Rosendahlsberg in Richtung Wupper und Dhünn. Dieser Weg verband in einer Linie den Rheingau, Limburg an der Lahn, Altenkirchen, Siegburg, Köln-Dünnwald, Opladen, Langenfeld, Hilden und Essen, wo er den Hellweg erreichte. Den Namen jedoch wechselte der Weg: So hieß er südlich von Limburg Hühnerstraße, heute Bundesstraße 417, nördlich von Hilden Butenweg, während sich im mittleren Abschnitt zwischen Hilden und Sieg der Name Mauspfad einbürgerte. Er war auf der Mittelterrasse des Rheins vor Hochwassern sicher angelegt.
Diesen Weg hat man oft auch als eine bäuerliche Totenstraße oder als eine Gräberstraße bezeichnet. Charakteristisch für den Weg nämlich sei, dass er zwischen Sieg und Ruhr auf seiner ganzen Länge von Siedlungs- und Grabfunden aus der Hallstatt- und La-Tène-Zeit begleitet sei. Da er jedoch keine Funde aus der Steinzeit aufweise, sei er mutmaßlich erst in der Eisenzeit in Nutzung gekommen. Im Hochmittelalter dann war der Weg Verbindung zwischen den Hansestädten Köln, Dortmund, Bremen, Hamburg und Lübeck und darf als wichtige Hansestraße in dieser Zeit betrachtet werden. Gut in dieses Bild passe denn auch der Fund der Merkur-Statuette.
Die Bedeutung des Mauspfades sank mit der Schlacht von Worringen im Jahre 1288, welche in der Folge zu einem Aufstieg Düsseldorfs (Verleihung der Stadtrechte) führte. Hinzu kamen Stadterweiterungen Düsseldorfs 1384 und 1394 sowie ab dem 15. Jahrhundert deren Ausbau zur Residenzstadt. Mit der wachsenden Bedeutung Düsseldorfs verlagerte sich dann auch die Handelsroute auf die westlich parallel verlaufende Via Publica. Der Niedergang Dortmunds nach Dortmunder Fehde und Soester Fehde sowie der um 1500 spürbare Abstieg der Hanse taten hier noch ein Übriges hinzu.

### Zur Zollstation
Nicht bekannt ist, wann das Zollhaus eingerichtet wurde und seit wann dort Gastronomie betrieben wird. Eine Verbindung von Gastwirtschaft und Zollhaus ist jedoch bereits für die Jahre 1415/1420 in Zusammenhang mit unrechtmäßiger Zollerhebung bekannt. Die Benennung eines Wirtes in Richrath erfolgte erstmals in einer Urkunde vom 23. September 1358. Möglicherweise war es derjenige, der das damalige Zollhaus betrieben hat. Eine Verbindung von Zollstelle und Gastronomie ist weiterhin aus zwei Bittschreiben des Jahres 1492 heraus nachgewiesen. Damals bat die Gattin des Zöllners Gertrud Huysmann in zwei Briefen an den Landesherren, man möge ihren Gatten wieder in sein Amt einsetzen, dass er aufgrund eines intriganten Herrn von Haus Graven, eines Junkers von Zedlis, verloren hatte. Diesen hatte er bezichtigt, das Wild des Dückeburger Jagdgebietes zu wildern. Wenige Wochen später erschlug der ehemalige Zöllner dann auch noch in Notwehr oder im Notstand einen Dieb, was zum Anlass eines zweiten Bittgesuchs wurde. Offenbar jedoch reagierte der Angeschriebene nicht und es darf vermutet werden, dass das Ehepaar Hausmann sich – wie im zweiten Brief angedroht – in der Ferne eine neue Bleibe gesucht haben wird.

## Zur Ortslage

### Allgemeines
Neben der Zollstation bestanden (und bestehen noch) bäuerliche Betriebe. Daneben waren für 1781/1789 in Richrath 18 Wollspinner und für beide Kirchspiele 49 Weber nachweisbar. Unter dem Begriff des Webers zusammengefasst wurden unter anderem Tuchmacher, Leinwandweber und Wollenweber, Bauern und deren Familien, die in Heimarbeit, zumeist im Winter, Wolle, Baumwolle, Flachs, Seide, Samt und Plüsch verarbeiteten. Diese Nebenerwerbs-Handwerke sind auch für die Ortslage Zollhaus bekannt.
In jüngerer Zeit wurde in Richtung Hilden Auskiesung betrieben. Zwei Baggerlöcher aus dieser Zeit dienen heute dem Angelsport. Einige Gewerbebetriebe sind vorhanden und man plant, ein neues Gewerbegebiet in Richtung zur Bahnstrecke hin anzulegen.

### Der Galgen am Zollhaus
In der Nähe der mutmaßlich ältesten Langenfelder Zollstätte mit dem ältesten bekannten Wirtshaus in Langenfeld lag auch eine alte Gerichtsstätte. So ist für die Ortslage zudem ein Galgenplatz bekannt, der sich in Höhe der heutigen Rheinbahn-Haltestelle Zollhaus der Buslinien 785 und 790 in Fahrtrichtung Hilden befunden hat. Eine Flurbezeichnung Am Galgenberg hat sich bis heute für den Ort, gut 300 m nördlich der Bahnstrecke Mülheim-Speldorf–Troisdorf der ehemaligen Rheinische Eisenbahngesellschaft, erhalten. Und zum vorerwähnten Mauspfad passt es denn auch, dass hier, neben Gräberfeldern am Rosendahlsberg (Neuburger Hof) und am Hagelkreuz, ein weiteres Gräberfeld aus germanischer Zeit aufgefunden wurde.

### Die Sage vom Zollhaus
Eine Sage um das Zollhaus und den Galgen in dieser Ortslage wurde 1988 für eine Sagensammlung der Rheinischen Post aufgezeichnet. Sie ist jedoch mit „Der Gemarkenhund in Immigrath“ falsch betitelt und überdies mit einem für dieses Genre völlig überzogenen Urheberrechts-Vermerk versehen. Daher erfolgt hier die freie Nacherzählung der dort abgedruckten Geschichte.
An der Grenze der Richrather und der Hildener Gemarkung liegt das Zollhaus, eine ehemalige Mautstation des alten Mauspfades aus dem Mittelalter. Schon in germanischer Zeit war nur wenige Schritte von dort der Thing abgehalten worden, in dem die Streitigkeiten der Menschen verhandelt wurden. Im Mittelalter wurde an dieser Stelle noch ein Galgen aufgestellt, um die Urteile eines dort tagenden Gerichtes sogleich zu vollstrecken. Zur Abschreckung verblieben die Gehängten so lange am Galgen, bis ihnen Raben und Krähen das Fleisch fast vollständig von den Knochen gepickt hatten. Man scheute sich selbst nicht, sogar den Prozessionsweg von St. Martin unmittelbar an dieser Hinrichtungsstätte vorbei zu führen. So wundert es nicht, dass an diesem Ort noch heute, in manch finsterer Nacht ein großer, schwarzer Hund umher streunt, der allgemein nur der Gemarkenhund genannt wird.